# Samedan
Samedan egy község Svájcban Graubünden kantonban. Lakosainak száma 2924 fő (2018. december 31.). Samedan Bergün/Bravuogn, Pontresina, St. Moritz, Celerina/Schlarigna, La Punt Chamues-ch, Lanzada, Sils im Engadin/Segl, Silvaplana és Bever községekkel határos.

## Népesség
| 2017 | 2 956 |
| 2018 | 2 924 |